# Estadio Ramón Paz Posse
El Estadio Ramón Paz Posse es un estadio de fútbol de Banda del Río Salí, Tucumán, Argentina. Es propiedad del Club Atlético San Juan y se encuentra entre las calles Las Palmeras, Camino del Carmen y avenida Santo Cristo, cercano al Ingenio San Juan.

## Historia
El Club Atlético San Juan fue fundado el 12 de febrero de 1910 por Ramón Paz Posse, dueño del Ingenio San Juan, junto a obreros y empleados del ingenio azucarero. Paz Posse se convertiría luego en presidente del club e impulsor del fútbol en el interior provincial de Tucumán con la creación de la Federación Cruzalteña de Fútbol, que sería absorbida por la Asociación Cultural de Fútbol. En sus comienzos jugaba de forma interna entre los trabajadores del ingenio en terrenos del mismo.
En 1925 construyó su primer estadio con apoyo del ingenio azucarero. Este contaba con tribunas de madera, cercos perimetrales a la cancha, vestuarios con salida subterránea al campo de juego, salón para actos, secretaría e instalaciones anexas de bolos, bochas y básquet. Justamente el club sería uno de los fundadores de la Asociación Tucumana de Básquetbol en 1929. El 15 de marzo de 1931, el club inauguró su estadio definitivo. Para la ocasión, se jugó un partido entre el local y Atlético Tucumán, ganando por 4 a 1 el equipo visitante. En 2013, en este estadio San Juan ganó 2-0 a Almirante Brown, clasificando al Torneo del Interior por segunda vez en su historia.